# Synod Českobratrské církve evangelické
Synod je nejvyšší shromáždění Českobratrské církve evangelické. Účastní se ho tak zvaní synodálové, což jsou zástupci jednotlivých seniorátů. Jejich funkční období je čtyřleté a každý seniorát si je volí na svém konventu. Synod rozhoduje o směřování církve a na šestileté období volí též Synodní radu, tedy synodního seniora a synodního kurátora (tj. dva nejvyšší představitele církve) a dále po dvou jejich náměstcích. Synodní rada tak má celkem šest členů.
První synod se konal od 21. do 25. února 1921, a to v Praze. Tam se konaly i všechny následující. Až roku 2014 se jeho zasedání premiérově přesunulo mimo metropoli České republiky, a sice do Vsetína. Následující zasedání proběhla opět v Praze, v roce 2018 synod zasedal v Litomyšli.